# کارلوس کابایرو (بازیکن فوتبال، زاده ۱۹۸۴)
کارلوس کابایرو (انگلیسی: Carlos Caballero؛ زادهٔ ۵ اکتبر ۱۹۸۴) بازیکن فوتبال اهل اسپانیا است.
از باشگاه‌هایی که در آن بازی کرده‌است می‌توان به باشگاه فوتبال کوردوبا، باشگاه فوتبال ویرا، باشگاه فوتبال آلکورکون، و باشگاه فوتبال کادیس اشاره کرد.